# ديفيد جونسون
ديفيد جونسون (بالإنجليزية: David Johnson)‏ ، من مواليد 23 أكتوبر 1951 ، لاعب كرة قدم إنجليزي سابق.
لعب مع منتخب إنجلترا لكرة القدم.

## مسيرته الكروية
لعب ديفيد جونسون خلال مسيرته الاحترافية مع 7 أندية في تسعة عشر موسمًا وسجل خلالها 114 هدف ضمن 426 مباراة. حيث فاز في موسم واحد بالكأس وفي أربعة مواسم بالدوري.
خاض ديفيد جونسون مسيرته مع نادي إيفرتون في موسم 1970–71 في المرة الأولى واستمر معه طيلة ثلاثة مواسم ثم في موسم 1982–83 ولمدة موسمين، مشاركًا طوالها في 90 مباراة سجل خلالها 15 هدفًا. ثم انتقل إلى نادي إيبسويتش تاون في موسم 1972–73 ليلعب معه أربعة مواسم، حيث شارك في 137 مباراة سجل خلالها 35 هدفًا. لينتقل بعدها إلى نادي ليفربول في موسم 1976–77 ليلعب معه ستة مواسم، مشاركًا في 148 مباراة سجل خلالها 55 هدفًا. ثم انتقل إلى نادي مانشستر سيتي في موسم 1983–84 لمدة موسم واحد، مشاركًا في 6 مباريات سجل خلالها هدفًا واحدًا. هذا وانتقل لاحقًا إلى نادي تلسا رافنكس ما بين عامي 1984 و1985 لمدة موسم واحد، مشاركًا في 17 مباراة سجل خلالها 4 أهداف. ثم انتقل بعدها إلى نادي بريستون نورث إيند في موسم 1984–85 لمدة موسم واحد، مشاركًا في 24 مباراة سجل خلالها 3 أهداف.

## روابط خارجية
- ديفيد جونسون على موقع الاتحاد الأوربي (الإنجليزية)
- ديفيد جونسون على موقع قاعدة بيانات كرة القدم.إي يو (الإنجليزية)
- ديفيد جونسون على موقع ناشيونال فوتبول تيمز (الإنجليزية)
- ديفيد جونسون على موقع Soccerway.com (الإنجليزية)